# Franck Badiou
Franck Badiou (n. 24 martie 1967, Vitry-sur-Seine, Région parisienne, Franța) este un trăgător de tir ce a reprezentat Franța, medaliat olimpic. A participat la o ediție a Jocurilor Olimpice (1992) în care a câștigat o medalie de argint.

## Participări
Lista de mai jos prezintă principalele competiții la care a participat Franck Badiou de-a lungul carierei.
- shooting at the 1992 Summer Olympics – men's 10 metre air rifle[*]